# Montgaillard, Tarn
Montgaillard är en kommun i departementet Tarn i regionen Occitanien i södra Frankrike. Kommunen ligger i kantonen Salvagnac som tillhör arrondissementet Albi. År 2022 hade Montgaillard 361 invånare.

## Befolkningsutveckling
Antalet invånare i kommunen Montgaillard
| Referens: INSEE |